# Crepidacantha kirkpatricki
Crepidacantha kirkpatricki är en mossdjursart som beskrevs av Brown 1954. Crepidacantha kirkpatricki ingår i släktet Crepidacantha och familjen Crepidacanthidae. Inga underarter finns listade i Catalogue of Life.